# Colonia del Valle
Die Colonia del Valle ist einer der größten und angesehensten Wohnbezirke (spanisch: colonias) in Mexiko-Stadt, sie ist Teil des Stadtbezirkes (Delegación) Benito Juárez. Der Bezirk liegt im Südwesten des Stadtzentrums entlang der Avenida Insurgentes. Die Colonial del Valle wird von im Osten von dem Straßenzug Avenida Universidad / Avenida Cuauhtémoc begrenzt, im Norden von der Stadtautobahn Viaducto Miguel Alemán im Norden, Avenida Cuauhtémoc und Avenida Universidad im Osten, und im Süden vom Circuito Interior am Río Mixcoac.

## Geschichte
Zu Beginn des 20. Jahrhunderts setzte die Parzellierung der landwirtschaftliche Flächen (Ranchos) in diesem Raum ein. Bis dahin war dort vorzugsweise Luzerne angebaut worden sowie verschiedene Fruchtbäume. Die Namen der Ranchos (Amores, Tlacoquemécatl, Santa Anita, San Borja) haben sich in denen der colonias oder in Straßennamen erhalten. Über die Avenida de los Insurgentes verlief zu Beginn des 20. Jahrhunderts eine Straßenbahnlinie nach Coyoacán, aber erst ab den 20er Jahren begannen größere Bauten und städtische Einrichtungen, wie der Parque hundido (der versenkte, tiefliegende Park), der auf dem Gelände einer stillgelegten Tongrube entstand. Einschneidende Veränderungen brachte auch hier die Einrichtung der städtischen Schnellstraßen (Ejes viales), wobei die beschaulichen Straßen mit baumbestandenem, breitem Mittelstreifen zu Fahrbahnen mit bis zu 8 Fahrstreifen umgebaut wurden. Mit dem Straßenausbau verschwand auch der berühmte Künstlerkneipenkomplex „Rancho del Artista“, den der Maler und Bildhauer Francisco Cornejo 1938 in der Avenida Coyoacán 957 erwarb. Seit dem Ende des 20. Jahrhunderts nahm die Errichtung großer Bürokomplexe, insbesondere an der Avenida de los Insurgentes in großem Maße zu und prägt seither das Stadtbild.

## Gliederung des Stadtteils
Die Colonia del Valle gliedert sich in folgende Wohnbezirke: 
- Actipan
- Acacias
- Insurgentes San Borja
- Tlacoquemecatl del Valle
- Presidente Miguel Alemán
- Crédito Constructor
- Del Valle in drei Abschnitten

### Historische Gebäude
- La parroquia del Purísimo Corazón de María
- Templo de San Lorenzo Xochimanca, eine der frühesten Kirchengründungen in der Stadt Mexiko
- Parroquia de la Divina Providencia

### Sehenswürdigkeiten
Zu den Attraktionen des Stadtteils gehören der Templo del Inmaculado Corazón de María, der Parque Hundido, der Parque Mariscal Sucre und das Einkaufszentrum Galerías Insurgentes. Einen Besuch wert sind der Templo de Tlacoquemécatl und San Lorenzo Xochimanca. In der Nähe befinden sich das World Trade Center Mexiko und Polyforum Cultural Siqueiros.